# .585 Nyati

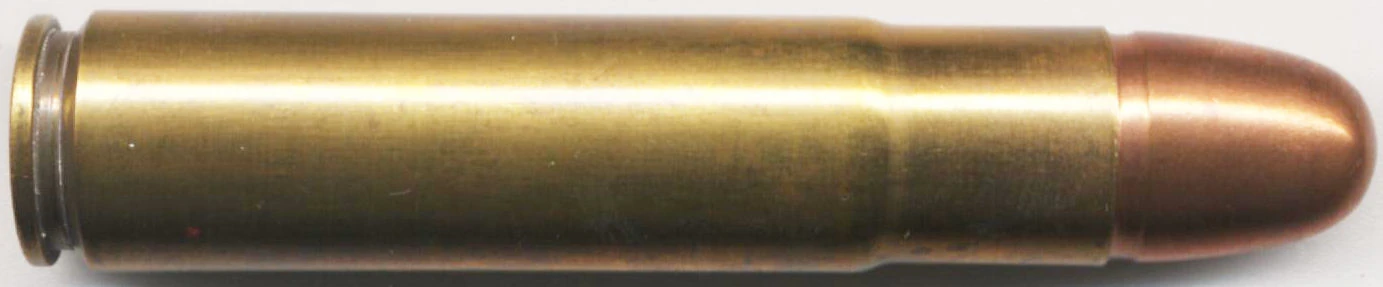
.585 Nyati

El .585 Nyati (14,9 × 71 mm) es un cartucho metálico para rifle. Nyati (n-ya-te) significa Cabo Búfalo en muchos idiomas africanos como el suajili . El .585 Nyati puede generar una energía de 10 000 lb·pie (13 600 N·m), colocándolo como uno de los cartuchos más potentes que se pueden alojar en un rifle que aún se puede llevar al campo.

## Historia
El .585 Nyati fue desarrollado por Ross Seyfried, con la ambición de crear un rifle con un tremendo poder de frenado a una fracción del costo de las costosas armas dobles, como las diversas rondas Nitro Express . 
Los bordes se formaron a partir del casquillo del .577 Nitro Express al que se le endereza el casquillo para permitir la formación de un hombro suficiente para propósitos de "head space". El latón formado con este método, durante la fase de desarrollo, tenía una cabeza de caja relativamente débil porque la caja original .577 Nitro fue diseñada para un rifle doble que soporta la cabeza de la caja hasta el borde. En un rifle de cerrojo, una parte del cabezal de la caja no tiene soporte y requiere más fuerza en esa área.